# Чепінг
Чепінг — населенний пункт у Вестманланді та центр комуни Чепінг в лені Вестманланд. Регіон розташований біля західної частині озера Меларен. Чепінг має порт.

## Історія

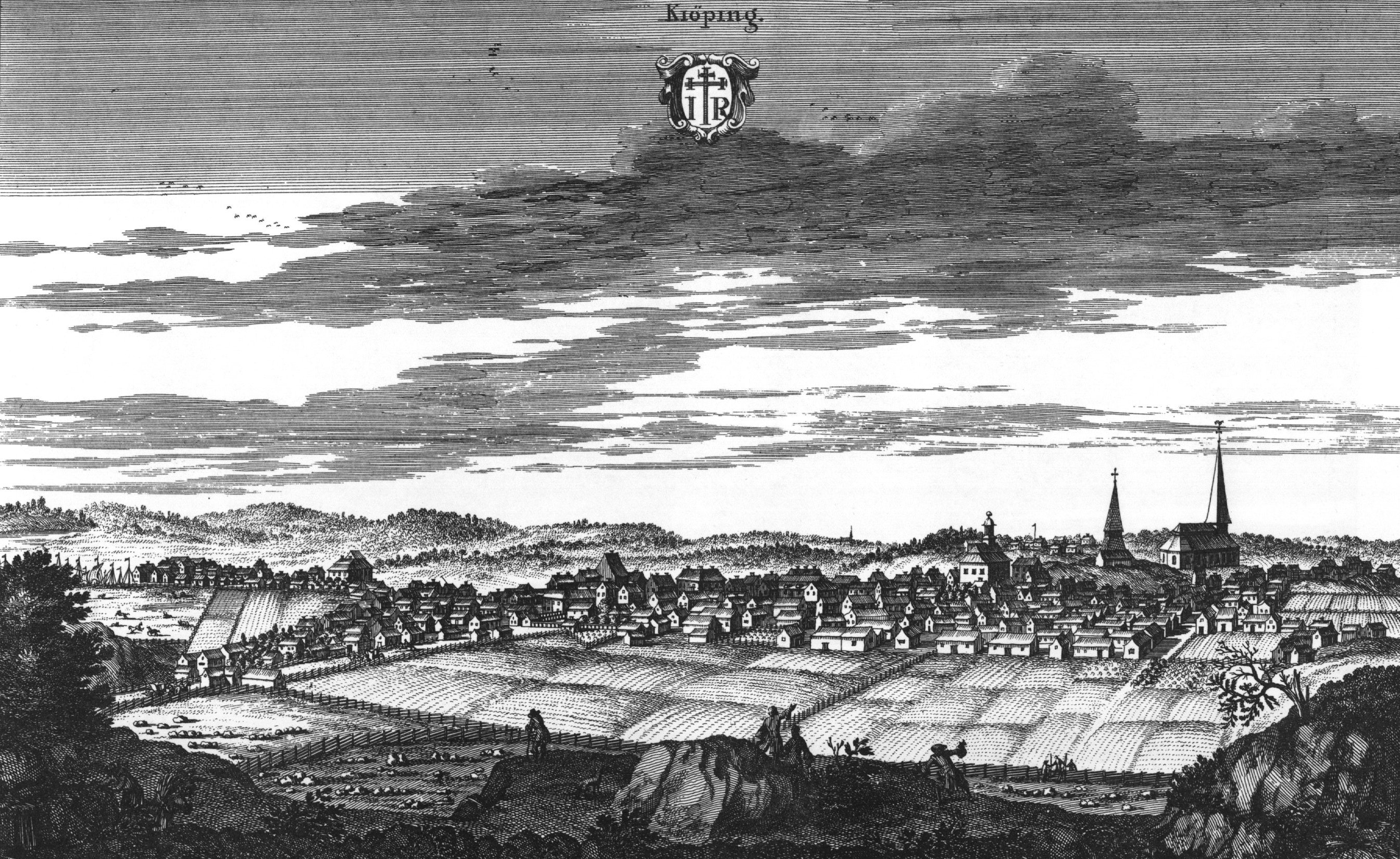
Чепінг близько 1700 року. Від Suecia antiqua et hodierna.

Люди довго жили на місці, яке щонайменш було місцем поховання вікінгів. Біля Чепінгу розташовувалося старе місце де проводилися ярмарки. Назва «Чепінг» вперше згадується в документі 1257 року, коли тут відбувався єпископат. Будучи містом, Чепінг відомий з 1349 року, про це свідчить лист в якому посилалося на міську печатку. В регіоні розташовувався замок місцевого фогта, що згадується вперше у 1375 році і який був зруйнований Енгельбректом Енгельбректсонрм у повстанні 1434. Цей замок був перебудований в 1580-х роках під час правління Йохана III. Карл IX продовжив роботу, але пізніше робота припинилася і замок занепав. У 1660-х роках залишилися лише руїни. Залишки лишилися до побудови залізниці.
Найстарішою церквою в місті повинна була бути церква, присвячена Санкт-Олофу, яка була розташована на сучасній вулиці Мулгатан. Церква була в поганому стані на початку 15 століття, згнила і була знесена в 1440-х роках. Після цього сучасна церква Чепінга, яка була зруйнована вогнем у 1437 році стала найстарішою у місті. Після реконструкції вона мала достатній розмір, як для національних, так і для міських зборів.
Найстаріші відомі права міста були видані Стеном Стуре старшим у Еребру 19 січня 1474 року, коли пан Стен був регентом. Ці права міста були підтверджені в 1529 році Густавом Вазою. Вже тоді Чепінг був незначним в порівнянні з Вестеросом і Арбугою.
У 1641 році королева Крістіна подарувала місту поля ченців на схід від річки, і в кінцевому підсумку «нове місто» виросло з власною площею. Однак незабаром Чепінг знову занепав. У епоху свободи відбулося певне процвітання, в Чепінзі була заснована фабрика вовняної та трикотажної тканини, що отримувала державну підтримку у 1734. Близько 1750 року в місті було 216 домогосподарств. Судноплавство підтримувалося за допомогою 18 місцевих суден, але більша частина перевезених товарів перевозилася на баржі до озера Меларен. У 1856 році була заснована механічна майстерня Чепінга, яка з декількома сотнями співробітників на довгий час стала одним з важливих роботодавців Чепінгу.
У 1866 році була відкрита залізнична лінія Чепінг-Уттерсберг, яка згодом перетворилася на залізницю Чепінг-Уттерсберг-Ріддаргиттан. У 1867 році була відкрита залізнична лінія Арбуга-Чепінг. У 1889 році вибухнула пожежа, яка знищила великі частини населеного пункту. Її розпочав десятирічний Малакіас Андерссон, який по тому провів вісім років у виправній колонії.

### Розвиток населення
| Розвиток населення в Чепінгу 1960—2015 рр. | Розвиток населення в Чепінгу 1960—2015 рр. | Розвиток населення в Чепінгу 1960—2015 рр. | Розвиток населення в Чепінгу 1960—2015 рр. | Розвиток населення в Чепінгу 1960—2015 рр. |
| ------------------------------------------ | ------------------------------------------ | ------------------------------------------ | ------------------------------------------ | ------------------------------------------ |
|                                            |                                            |                                            |                                            |                                            |
| Рік                                        |                                            |                                            | Населення                                  | Площа (га)                                 |
| 1960                                       | 1960                                       |                                            | 16 819                                     |                                            |
| 1965                                       | 1965                                       |                                            | 19 273                                     |                                            |
| 1970                                       | 1970                                       |                                            | 21 740                                     |                                            |
| 1975                                       | 1975                                       |                                            | 20 059                                     |                                            |
| 1980                                       | 1980                                       |                                            | 19 765                                     |                                            |
| 1990                                       | 1990                                       |                                            | 18 854                                     | 1 165                                      |
| 1995                                       | 1995                                       |                                            | 18 488                                     | 1 175                                      |
| 2000                                       | 2000                                       |                                            | 17 296                                     | 1 184                                      |
| 2005                                       | 2005                                       |                                            | 17 358                                     | 1 185                                      |
| 2010                                       | 2010                                       |                                            | 17 743                                     | 1 186                                      |
| 2015                                       | 2015                                       |                                            | 18 355                                     | 1 015                                      |

## Місто

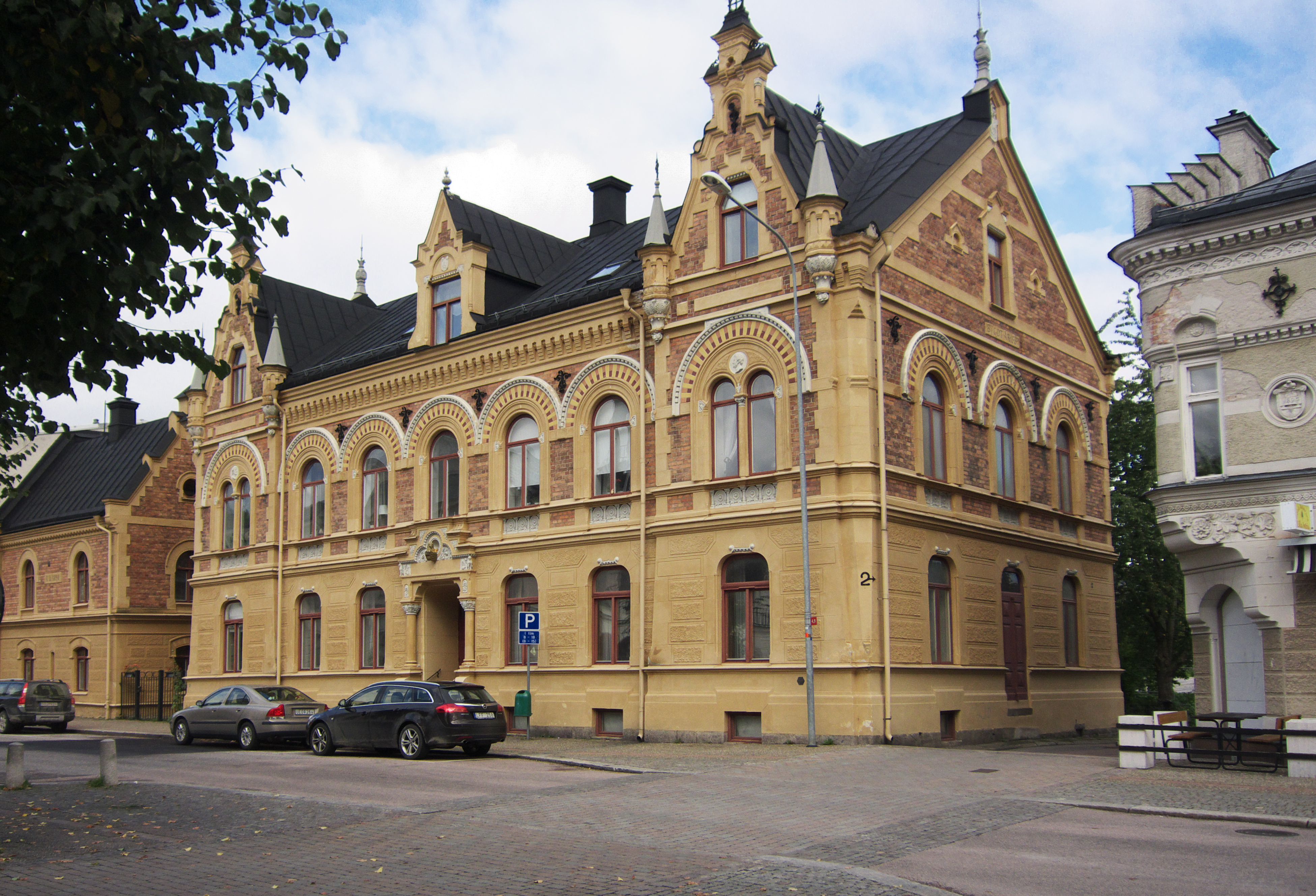
Колишній аптечний будинок у Чепінгу, за проектом Теодора Даля

Значні частини населенного пункту були зруйновані під час великої пожежі в 1889 році; У найбільш центральних частинах збереглися деякі старі квартали. Після пожежі в місті виросло кам'яне місто, яке все ще характеризує частину центра міста, а також післявоєнну архітектуру. Багато будівель були розроблені архітектором Теодором Далем, наприклад, аптечний будинок, будівля суду, механічна майстерня Чепінгу. Характерну церковну башту розробив Нікодемус Тессін старший у зв'язку з розширенням середньовічної церкви в 17 ст. У парку між церквою і Великою площею є скульптура Карла Вільгельма Шеєле, хіміка і фармацевта в Чепінгу, виконана Карлом Міллесом

## Сполучення
Чепінг має хороші сполучення, серед іншого, E18 і має значний порт. Чепінг був кінцевою станцією для першої в Швеції залізничної колії для локомотивів Чепінг-Гулт. Залізниця до Чепінгу була остаточно прокладена в 1867 році. Кілька років по тому, у 1875 році, Чепінг був поєднаний зі Стокгольмом через залізницю Стокгольм-Вестерос-Бергслагенс.

## Бізнес і торгівля
Чепінг має другий за величиною шведський порт і є регіональним центром. Існує також значна виробнича промисловість. Volvo, GKN, Sandvik AB і Yara є серед компаній, які мають приміщення в Чепінгу. Компанія Hästens має свою базу в Чепінгу, також виробник ліжок Lectus має свою продукцію і базу в Чепінгу. Чепінг також є центральним складом для Tibnor, який є провідним дистриб'ютором сталі і металів на півночі.